# Plaza de toros de Colmenar Viejo
La plaza de toros de Colmenar Viejo es un coso taurino de España, el segundo en importancia de la Comunidad de Madrid después de la plaza de toros de Las Ventas. Se la conoce también con el nombre de La Corredera.
Su feria taurina de Los Remedios se celebra en los últimos días del mes de agosto y primeros de septiembre, contando en sus carteles con los nombres más importantes del escalafón, así como con ganaderías de reconocido prestigio.

## Historia
La localidad de Colmenar Viejo tiene una gran tradición taurina, debido en gran medida a ser tierra de ganaderías de toros de lidia desde el siglo XVIII. Hoy en día es uno de los enclaves en el marco de las rutas de turismo taurino de la comunidad. Colmenar es cuna también de grandes toreros como Agapito García Serranito, Pepe Colmenar o Carlos Aragón Cancela.
En agosto de 1891 se inauguró la primera plaza de toros en la localidad colmenareña. Construida con cal, canto, piedra y madera, contaba con tendidos, gradas y palcos para albergar cinco mil localidades.
Casi un siglo después la plaza sufrió una gran reforma hasta doblar su capacidad. Finalizadas las obras se reinauguró un 25 de agosto de 1990 con toros de José Luis Pereda y Luis Francisco Esplá, Víctor Puerto y Enrique Ponce en el cartel. La corrida fue remendada con dos reses de la ganadería de Campos Peña y Jiménez Alarcón.

## Hitos
Son varios los toreros que debutaron con picadores en La Corredera: Iván Vicente el 2 de septiembre de 1998, Juan Carlos Rey el 29 de agosto de 2007 y José Aguilera el 27 de agosto de 2016.
Varias alternativas también se han dado bajo la mirada de la afición colmenareña: Eduardo Antich el 28 de agosto de 1950, Pepe Colmenar el 25 de agosto de 1974, Pedro Lázaro el 26 de agosto de 2001, Juan Carlos Rey el 30 de agosto de 2011 y Miguel de Pablo el 1 de septiembre de 2014.

## Efemérides
José Cubero “Yiyo”, falleció en el ruedo a causa de una cornada del toro Burlero de la ganadería de Marcos Núñez un 30 de agosto de 1985.